# Liste der Stolpersteine in Kernen im Remstal

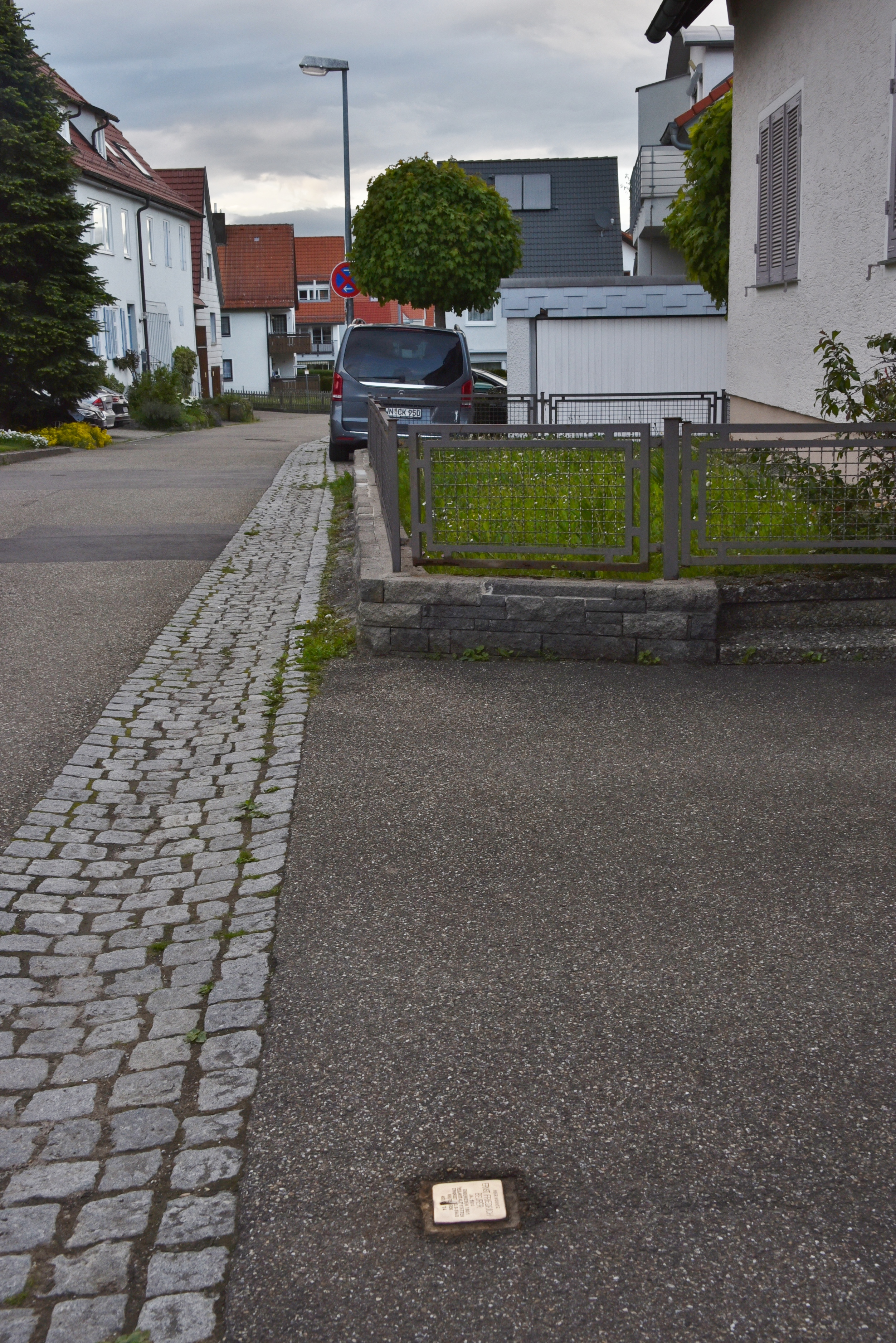
Stolperstein in der Pommerstraße

Die Liste der Stolpersteine in Kernen im Remstal enthält Stolpersteine, die im Rahmen des gleichnamigen Kunst-Projekts von Gunter Demnig in Kernen im Remstal verlegt wurden. Mit ihnen soll an Opfer des Nationalsozialismus erinnert werden, die in Kernen lebten und wirkten.
Allein in der Heil- und Pflegeanstalt Stetten wurden im Jahr 1940 330 Menschen nach Grafeneck deportiert. Für zwei von den Opfern der Anstalt und ein weiteres Opfer wurde am 7. Oktober 2010 jeweils ein Gedenkstein im Ortsteil Stetten verlegt.

## Verlegte Stolpersteine

### Stetten im Remstal
In Stetten im Remstal, einem Teilort von Kermen im Remstal, wurden drei Stolpersteine an drei Adressen verlegt.
 Die Tabelle ist teilweise sortierbar; die Grundsortierung erfolgt alphabetisch nach dem Familiennamen des Opfers.
| Stolperstein | Inschrift | Verlegeort        | Name, Leben |
| ------------ | --- | ----------------- | --- |
|              | HIER WOHNTE ERNST FRIEDRICH BEURER JG. 1900 EINGEWIESEN 1931 'HEILANSTALT' STETTEN ERMORDET 10.9.1940 GRAFENECK AKTION T4 | Pommerstraße 67 · | Ernst Friedrich Beurer wurde 1900 in Stetten geboren. Er entstammte einer ortsansässigen Weingärtnerfamilie. Er bekam im Kindesalter eine Krankheit, welche eine Behinderung verursachte. Am 2. November 1931 wurde Ernst Friedrich Beurer in die Heilanstalt Stetten eingewiesen. Im September 1940 wurde er, im Rahmen der Aktion T4 nach Grafeneck deportiert und am Tage seiner Ankunft ermordet. Das Grab, welches sich auf dem Pragfriedhof befinden sollte, wurde nie gefunden. |
|              | HIER WOHNTE OSWALD LINK JG. 1892 VERHAFTET 1943 'ARBEITSERZIEHUNGSLAGER' AISTAIG-OBERNDORF ERMORDET 13.4.1943             | Lange Straße 20 · | Oswald Link wurde 1892 in Vöhringen bei Rottweil geboren. Er lebte nach der Hochzeit mit seiner Frau in Stetten. Link war Fahrer beim Sanitätsdienst im Ersten Weltkrieg. Durch einen Gasangriff verursacht litt er längere Zeit an erheblichen Magenproblemen. Als er vom Vertrauensarzt in Stuttgart zurückgekommen ist, wurde er von der SS oder Gestapo in das Arbeitserziehungslager Oberndorf-Aistaig gebracht und dort erschlagen.                                              |
|              | HIER WOHNTE MARTA SCHMID JG. 1919 EINGEWIESEN 1924 'HEILANSTALT' STETTEN ERMORDET 5.11.1940 GRAFENECK AKTION T4           | Lange Straße 7 ·  | Marta Schmid wurde am 6. Juli 1919 geboren. Sie entstammt einer alten Stettener Weingärtnerfamilie. Weil sie als Kind unter starken epileptischen Anfällen litt, wurde sie am 10. März 1924 in die Anstalt Stetten gebracht. Am 5. November 1940 wurde sie mit dem vierten Stettener Transport nach Grafeneck deportiert, wo sie noch am selben Tage ermordet worden ist. |